# Llinda de la casa al carrer Sant Pere, 3 (Tortellà)
La Llinda de la casa al carrer Sant Pere, 3 és una obra de Tortellà (Garrotxa) protegida com a Bé Cultural d'Interès Local.

## Descripció
Casa situada al carrer de Sant Pere núm.3. Aquest habitatge conserva una llinda molt interessant que corona la porta principal d'ingrés, on podem llegir: "AVE MA [???] RIA PURISIMA/1790".

## Història
Tortellà presenta pocs edificis que conservin rastres arquitectònics i decoracions d'abans de l'incendi de 1873, provocat per les tropes del general Savalls en enfrontar-se amb un grup de liberals del poble que es reduïren a l'església de Santa Maria fins a l'entrada de les tropes governamentals. La llinda d'aquest habitatge, juntament amb la de Ca l'Àngel i alguna d'aïllada, són els pocs testimonis anteriors al segle XIX; cal afegir, que totes les publicacions fetes sobre Tortellà parlen que el poble fou totalment cremat, restant únicament l'edifici de l'església. Tortellà sí que va patir un greu incendi però no fou destruït del tot. Aquestes llindes ho confirmen.